# 9-1-1: Lone Star
9-1-1: Lone Star ist eine US-amerikanische Fernsehserie und ein Spin-off zur Fernsehserie 9-1-1. Sie wurde vom Sender Fox vom 19. Januar 2020 bis zum 3. Februar 2025 erstausgestrahlt und kam insgesamt auf fünf Staffeln mit 72 Episoden. Hierzulande wird die Sendung vom Sender Sky One, im Free-TV auf ProSieben ausgestrahlt.

## Handlung
Die Serie folgt dem Leben der Einsatzkräfte von Austin (Texas): Polizisten, Sanitäter, Feuerwehrleute und Mitarbeitern der Leitstelle.

### Staffel 1
Captain Owen Strand ist Feuerwehrmann in New York City und einziger Überlebender seiner Feuerwache, die nach den Terroranschlägen vom 11. September am Ground Zero bei der Bergung und Rettung der Überlebenden half. In der Folgezeit baute er seine Feuerwache mit einer komplett neuen Mannschaft wieder auf. Aufgrund dieser Erfahrung bekommt er vom Fire Department in Austin, Texas das Jobangebot, die dortige Feuerwache 126, deren Feuerwehrmänner bei einem Einsatz fast alle ums Leben kamen, neu aufzubauen. Er lehnt zunächst ab. Als jedoch sein Sohn TK, der ebenfalls Feuerwehrmann ist, nach der Trennung von seinem Freund einen Drogenrückfall erleidet, nimmt er das Jobangebot an und reist mit TK nach Austin. Owen erfährt, dass er an Lungenkrebs erkrankt ist, verschweigt dies aber zunächst seinem Sohn. Seine Erkrankung schwächt ihn körperlich und führt zu einer Neueinschätzung seiner Kompetenz durch seine kritischen Vorgesetzten, er soll die Feuerwehr-Aufnahmeprüfung erneut durchlaufen. Als er einem Menschen das Leben retten kann, genügt dies jedoch, um Captain zu bleiben.
Seine neue Mannschaft stellt er aus Männern und Frauen unterschiedlicher Herkunft zusammen. Jeder von ihnen wurde aufgrund seiner unorthodoxen, aber erfolgreichen Arbeitsweise von Strand ausgewählt. Darunter ist der transsexuelle Paul Strickland, die Muslimin Marjan Marwani sowie der Legastheniker Mateo Chavez. Judson „Judd“ Ryder, einziger Überlebender der Feuerwache 126, kämpft unterdessen gegen seine PTBS, weswegen ihn der Captain ursprünglich nicht in der Mannschaft aufnehmen will. Nach einem Gespräch mit Judds Ehefrau Grace, die in der Notrufzentrale arbeitet, ändert Owen seine Meinung und stellt Judd ein. Judd erfährt von Owens Erkrankung und unterstützt ihn.
Regelmäßig arbeitet die Mannschaft mit Captain Michelle Blake zusammen. Blake leitet Austins Rettungssanitäterteam. In ihrer Freizeit sucht sie nach ihrer seit drei Jahren verschwundenen Schwester Iris. Lange verdächtigt Michelle Irises Freund Dustin Shepard, doch neue Hinweise deuten auf seine Unschuld hin und offenbaren zudem, dass sie ihre Schwester nicht so gut kannte, wie sie immer gedacht hatte. So erfährt Michelle unter anderem, dass ihre Schwester unter Schizophrenie litt und ihrem Verschwinden ein Autounfall voranging. Am Staffelende trifft sie in dem Obdachlosencamp, in dem sie seit langem ehrenamtlich arbeitet, unerwartet auf Iris, die seit ihrem Verschwinden dort gelebt hat. Iris sträubt sich gegen Michelles Versuche, sie aus dem Obdachlosencamp und zurück in ihr altes Leben zu begleiten, und bleibt im Camp. Michelle beschließt daraufhin, sich dort weiter um ihre Schwester zu kümmern.
TK kämpft in Austin weiterhin gegen seine Medikamentensucht an. Er beginnt zunächst eine lockere Affäre mit dem Polizisten Carlos Reyes, der mehr möchte als nur eine Bettgeschichte, worauf sich TK jedoch noch nicht einlassen kann. Im Büro seines Vaters findet er Granisetron, ein Medikament, das hauptsächlich Chemo-Patienten gegen die dadurch hervorgerufene Übelkeit verabreicht wird, und erfährt so von Owens Krebserkrankung. Nachdem TK bei einem Einsatz angeschossen wird, hinterfragt er sein Leben und überlegt, seine Karriere bei der Feuerwehr aufzugeben. Als ein Sonnensturm über Austin zieht und TK gemeinsam mit dem Team einer Frau das Leben retten kann, erkennt er seinen Beruf wieder als Berufung und entschließt sich zu bleiben. Er offenbart seine Medikamentensucht gegenüber dem Team und kann sich endlich auch auf eine Beziehung mit Carlos einlassen.

### Staffel 2
Michelle hat das Team verlassen, um sich um ihre Schwester und andere psychisch kranke Obdachlose zu kümmern. Ihre Nachfolgerin ist die resolute Sanitäterin Tommy Vega, deren Mann Charles durch die COVID-19-Pandemie sein Restaurant schließen musste. Durch diesen Umstand ist sie gezwungen, nach acht Jahren in den Dienst zurückzukehren, und überlässt die Erziehung ihrer Zwillingstöchter Isabella „Izzy“ und Evie nur schweren Herzens Charles, der gegen Ende der Staffel an einem Aneurysma stirbt.
Gwyneth „Gwyn“ Morgan, die Mutter von TK und Ex-Ehefrau von Owen, ist aufgrund des Lockdowns und Sorge um ihren Sohn bei den beiden eingezogen, was an TKs Geduld zehrt. Sie ist schwanger, was in ihrem Alter kein leichtes Unterfangen ist. Nach intensiven Gesprächen sind sie schließlich bereit, das Kind großzuziehen – da erfahren sie, dass Owen nicht der Vater ist. Es kommt zu einer hitzigen Diskussion, die damit endet, dass die beiden ihre Beziehung (erneut) für gescheitert erklären und Gwyn zurück nach New York zieht.
TK hadert mit seinem Beruf und ist nach seiner Schussverletzung unsicher, wie sein weiterer Lebensweg aussehen sollte. Nachdem er mit seinem Team an seinem freien Tag während eines Sonnensturms allerdings eine schwer verletzte Busfahrerin am Leben halten kann, erkennt er, dass sein Beruf eine Berufung ist und kehrt in den Dienst zurück. Im Laufe der Staffel wechselt er zum Sanitäter, als Nachfolger von Tim Rosewater, der bei einem Einsatz ums Leben kam und jeglicher Ersatz nicht in die Feuerwehrfamilie zu passen scheint. Er zieht bei Carlos ein, der nach einem sogenannten Bad Call suspendiert wird und sich seinem Vater Gabriel Reyes, einem Texas Ranger, der diesem Fall zugeteilt wird, stellen muss. Am Ende der Staffel brennt das Haus durch Brandstiftung nieder, Carlos und TK entkommen den Flammen nur knapp.
Judd und Grace erfahren, nachdem sie einen Unfall hatten, bei dem sie beinahe mit ihrem Auto in einem Fluss ertrunken wären, dass Grace schwanger ist. In Rückblenden wird erzählt, wie die beiden sich kennen und lieben lernten. Grace lernt, während sie mit den Folgen des Unfalls zu kämpfen hat, sich auf andere zu verlassen und dass Hilfe anzunehmen keine Schwäche ist.
Owen erleidet nach dem Auszug von TK und Gwyn eine Episode sogenannter Smiling Depression und sagt die letzte, wichtigste Krebs-OP ab. Nach einem ernsten Gespräch im Kreise seiner Arbeitskollegen erkennt er die Wichtigkeit der Behandlung und unterzieht sich dieser mit TKs Unterstützung schlussendlich doch. Er hat nun offiziell den Krebs besiegt. Um sich abzulenken und seine Einsamkeit zu kompensieren, kümmert er sich weiterhin um Buttercup, seinen krebskranken Hund, und stürzt sich in die Aufklärung einer Reihe von Brandstiftungen. Zusammen mit Billy Tyson experimentiert er im Keller und nachts im eigenen Garten herum, gerät schließlich selbst in den Fokus der Ermittlungen, die von Carlos’ Vater Gabriel Reyes (Benito Martinez) geleitet werden. Nach einer listigen Befragung im Polizeirevier werden der echte Brandstifter und dessen Motive aufgedeckt.
Kurz vor dem Staffelfinale wird die Station 126 durch eine Bombe zerstört und es ist unklar, ob sie wieder aufgebaut wird. Das Team wird vorübergehend getrennt und aufgeteilt. Im Staffelfinale kommt ein Staubsturm auf, und ein Flugzeug stürzt ab. Auch Grace ist ab diesem Tag zurück bei der Arbeit. Alle von der Feuerwache reißen sich zusammen und helfen, wo sie können.

### Staffel 3
Die dritte Staffel spielt mehrere Monate nach der zweiten und beginnt mit einem vier Folgen umfassenden Schneesturm, der das Team in Schach hält. Dieses ist mittlerweile auf mehrere andere Stationen verteilt, Owen hat sich in eine Hütte im Wald zurückgezogen, und TK und Carlos haben sich getrennt.
Während des Schneesturms kommt Graces und Judds Tochter auf die Welt, und TK wird bei einem Einsatz auf einem zugefrorenen See schwer verletzt. Er überlebt und kommt wieder mit Carlos zusammen, woraufhin die beiden in eine eigene Wohnung ziehen. Im Staffelfinale wird TK durch einen Arbeitsunfall Owens sowie die mögliche Rückkehr seiner Krebserkrankung die Kostbarkeit des Lebens vor Augen geführt, und er macht Carlos einen Heiratsantrag, den dieser überglücklich annimmt.
Mittels einer großzügigen Spende einer reichen Familie, die das Team beim Schneesturm gerettet hatte, kann die Feuerwache 126 wiedereröffnet werden. Judd erfährt, dass er einen jugendlichen Sohn namens Wyatt Harris hat, und versucht, eine Beziehung zu ihm aufzubauen. Mateo und Nancy beginnen eine Beziehung.

### Staffel 4
In der vierten Staffel bereiten sich TK und Carlos auf ihre Hochzeit vor.

## Besetzung und Synchronisation
Die deutschsprachige Synchronisation der ersten Staffel wurde bei der Scalamedia nach den Dialogbüchern von Angela Ringer und unter der Dialogregie von Cay-Michael Wolf und Andreas Müller erstellt. Für die zweite und dritte Staffel wurde durch die Arena Synchron unter Dialogregie von Cay-Michael Wolf synchronisiert. Dabei waren Marcel Kurzidim (Staffel 2 und 3), Michael Schernthaner (Staffel 2), Martina Marx (Staffel 3) und Jordana Bauch (Staffel 3) für Dialogbücher verantwortlich. Die Dialogbücher der vierten Staffel wurden von Martina Marx und Vasanthi Kuppuswamy erstellt und die Synchronisation weiter unter Regie von Cay-Michael Wolf durchgeführt.

### Hauptrollen
| Rollenname                | Beruf                                                               | Schauspieler              | Hauptrolle (Folgen) | Nebenrolle (Folgen)                   | Synchronsprecher     |
| ------------------------- | ------------------------------------------------------------------- | ------------------------- | ------------------- | ------------------------------------- | -------------------- |
| Owen Strand               | Captain / Chief                                                     | Rob Lowe                  | 1.01–5.12           |                                       | Frank Schaff         |
| Tyler Kennedy „TK“ Strand | Feuerwehrmann, dann Sanitäter, Sohn von Owen                        | Ronen Rubinstein          | 1.01–5.12           |                                       | Max Felder           |
| Judson „Judd“ Ryder       | Feuerwehrmann / Captain                                             | Jim Parrack               | 1.01–5.12           |                                       | Tommy Morgenstern    |
| Marjan Marwani            | Feuerwehrfrau                                                       | Natacha Karam             | 1.01–5.12           |                                       | Damineh Hojat        |
| Paul Strickland           | Feuerwehrmann                                                       | Brian Michael Smith       | 1.01–5.12           |                                       | Bastian Sierich      |
| Carlos Reyes              | Polizeiofficer                                                      | Rafael Silva              | 1.01–5.12           |                                       | Benjamin Kiesewetter |
| Mateo Chavez              | Feuerwehrmann                                                       | Julian Works              | 1.01–5.12           |                                       | Tobias Diakow        |
| Grace Ryder               | Telefonistin in der Notrufzentrale, Ehefrau von Judson „Judd“ Ryder | Sierra McClain            | 1.01–4.18           |                                       | Anne Düe             |
| Michelle Blake            | Captain                                                             | Liv Tyler                 | 1.01–1.10           |                                       | Gundi Eberhard       |
| Tommy Vega                | Captain                                                             | Gina Torres               | 2.01–5.12           |                                       | Alexandra Wilcke     |
| Nancy Gillian             | Sanitäterin, ab Staffel 5 Captain                                   | Brianna Baker             | 3.01–5.12           | 1.01–2.08, 2.10–2.11, 2.13–2.14       | Cornelia Waibel      |
| Isabella „Izzy“ Vega      | Tochter von Tommy, Zwillingsschwester von Evie                      | Kelsey Yates Lexi Crouch  | 3.01–5.12           | 2.01–2.14                             | Marie Düe            |
| Evie Vega                 | Tochter von Tommy, Zwillingsschwester von Isabella „Izzy“ Vega      | Skyler Yates Xandi Crouch | 3.01–5.12           | 2.01–2.14                             | Sasha Leonie Schulz  |
| Wyatt Harris              | Sohn von Judson „Judd“ Ryder                                        | Jackson Pace              | 5.01–5.12           | 3.05–3.06, 3.16–3.18, 4.11, 4.16–4.18 | David Kunze          |

### Nebenrollen
| Rollenname                       | Schauspieler    | Nebenrolle (Folgen)                                      | Synchronsprecher   |
| -------------------------------- | --------------- | -------------------------------------------------------- | ------------------ |
| Tim Rosewater                    | Mark Elias      | 1.01–2.03                                                | Armin Schlagwein   |
| Alden Radford, Deputy Fire Chief | Kyle Secor      | 1.01, 1.06–1.07, 2.14                                    | Bernd Vollbrecht   |
| Billy Tyson                      | Billy Burke     | 1.06–1.07, 2.11–2.12, 2.14–3.01, 3.03–3.04               | Dietmar Wunder     |
| Iris Blake                       | Lyndsy Fonseca  | 1.08, 1.10, 4.01–4.03, 4.18                              | Marieke Oeffinger  |
| Gwyneth Morgan                   | Lisa Edelstein  | 2.01–2.02, 2.04–2.08, 3.03–3.04, 3.08, 3.18, 4.18        | Sabine Arnhold     |
| Charles Vega                     | Derek Webster   | 2.01–2.02, 2.04–2.05, 2.07–2.09, 2.11–2.13, 5.11–5.12    | Dennis Schmidt-Foß |
| Andrea Reyes                     | Roxana Brusso   | 2.04, 2.11–2.12, 3.04, 4.01, 4.04, 4.08, 4.12, 4.15–4.18 | Iris Artajo        |
| Gabriel Reyes                    | Benito Martinez | 2.04, 2.08, 2.11–2.12, 3.12, 4.04, 4.13–4.18             | Abelardo Decamilli |
| Sergeant Ty O’Brien              | Neal McDonough  | 3.07, 4.02–4.04, 4.06, 4.17–4.18                         | Johannes Berenz    |
| Robert Strand                    | Chad Lowe       | 3.16, 4.15–4.18, 5.06                                    | Rainer Fritzsche   |
| Trevor Parks                     | D.B. Woodside   | 4.01–4.02, 4.07, 4.14, 4.16, 4.18, 5.02–5.04             | Oliver Feld        |

### Gaststars aus 9-1-1
| Rollenname             | Schauspieler   | Nebenrolle (Folgen) | Synchronsprecher   |
| ---------------------- | -------------- | ------------------- | ------------------ |
| Evan „Buck“ Buckley    | Oliver Stark   | 2.03                | Karim El Kammouchi |
| Henrietta „Hen“ Wilson | Aisha Hinds    | 2.03                | Kathrin Gaube      |
| Eddie Diaz             | Ryan Guzman    | 2.03                | Roman Wolko        |
| Athena Grant           | Angela Bassett | 3.11                | Anke Reitzenstein  |
| Franklin               | Joel Steingold | 5.02                | Rasmus Borowski    |

## Episodenliste
Die Fernsehserie umfasst fünf Staffeln mit 72 Episoden.

### Übersicht
| Staffel | Episodenanzahl | Erstausstrahlung USA | Erstausstrahlung USA | Deutschsprachige Erstausstrahlung | Deutschsprachige Erstausstrahlung |
| Staffel | Episodenanzahl | Staffelpremiere      | Staffelfinale        | Staffelpremiere                   | Staffelfinale                     |
| ------- | -------------- | -------------------- | -------------------- | --------------------------------- | --------------------------------- |
| 1       | 10             | 19. Januar 2020      | 9. März 2020         | 22. April 2020                    | 1. Juli 2020                      |
| 2       | 14             | 18. Januar 2021      | 24. Mai 2021         | 31. März 2021                     | 4. August 2021                    |
| 3       | 18             | 3. Januar 2022       | 16. Mai 2022         | 6. April 2022                     | 17. August 2022                   |
| 4       | 18             | 24. Januar 2023      | 16. Mai 2023         | 13. September 2023                | 13. September 2023                |
| 5       | 12             | 23. September 2024   | 3. Februar 2025      | 19. Februar 2025                  | 23. April 2025                    |

### Staffel 1
Die Erstausstrahlung der ersten Staffel war vom 19. Januar bis zum 9. März 2020 auf dem US-amerikanischen Fernsehsender Fox zu sehen.
| Nr. (ges.) | Nr. (St.) | Deutscher Titel             | Originaltitel             | Erstausstrahlung USA | Deutschsprachige Erstausstrahlung (D) | Regie                 | Drehbuch                               | Zuschauer (USA) |
| ---------- | --------- | --------------------------- | ------------------------- | -------------------- | ------------------------------------- | --------------------- | -------------------------------------- | --------------- |
| 1          | 1         | Neuanfang in Texas          | Pilot                     | 19. Jan. 2020        | 22. Apr. 2020                         | Bradley Buecker       | Ryan Murphy, Brad Falchuk & Tim Minear | 11,405 Mio.     |
| 2          | 2         | Haarprobleme                | Yee-Haw                   | 20. Jan. 2020        | 29. Apr. 2020                         | Bradley Buecker       | Tim Minear & Rashad Raisani            | 5,938 Mio.      |
| 3          | 3         | Hochmut kommt vor dem Fall  | Texas Proud               | 27. Jan. 2020        | 6. Mai 2020                           | Jennifer Lynch        | Kristy Lowrey                          | 5,577 Mio.      |
| 4          | 4         | Tornado                     | Act of God                | 3. Feb. 2020         | 13. Mai 2020                          | Sharat Raju           | Molly Green & James Leffler            | 6,385 Mio.      |
| 5          | 5         | Eine Frage der Männlichkeit | Studs                     | 10. Feb. 2020        | 10. Juni 2020                         | Bradley Buecker       | Carly Soteras                          | 5,728 Mio.      |
| 6          | 6         | Freund oder Feind           | Friends Like These        | 17. Feb. 2020        | 17. Juni 2020                         | Marita Grabiak        | John Owen Lowe                         | 6,038 Mio.      |
| 7          | 7         | Aufnahmetest                | Bum Steer                 | 24. Feb. 2020        | 24. Juni 2020                         | John J. Gray          | Jill Snyder                            | 5,646 Mio.      |
| 8          | 8         | Paranoia                    | Monster Inside            | 2. März 2020         | 24. Juni 2020                         | Gwyneth Horder-Payton | Tonya Kong                             | 5,608 Mio.      |
| 9          | 9         | Erwachen                    | Awakening                 | 9. März 2020         | 1. Juli 2020                          | David Grossman        | Rashad Raisani                         | 5,379 Mio.      |
| 10         | 10        | Sonnensturm                 | Austin, We Have a Problem | 9. März 2020         | 1. Juli 2020                          | Bradley Buecker       | Rashad Raisani & Tim Minear            | 5,379 Mio.      |

### Staffel 2
Die Erstausstrahlung der zweiten Staffel war vom 18. Januar bis zum 24. Mai 2021 auf dem US-amerikanischen Fernsehsender Fox zu sehen. Die deutschsprachige Erstausstrahlung sendete der deutsche Pay-TV-Sender Sky 1 vom 31. März bis zum 4. August 2021.
| Nr. (ges.) | Nr. (St.) | Deutscher Titel                 | Originaltitel                 | Erstausstrahlung USA | Deutschsprachige Erstausstrahlung (D) | Regie              | Drehbuch                      | Zuschauer (USA) |
| ---------- | --------- | ------------------------------- | ----------------------------- | -------------------- | ------------------------------------- | ------------------ | ----------------------------- | --------------- |
| 11         | 1         | Zurück im Sattel                | Back in the Saddle            | 18. Jan. 2021        | 31. März 2021                         | Bradley Buecker    | Tim Minear & Rashad Raisani   | 6,025 Mio.      |
| 12         | 2         | 2100°                           | 2100°                         | 25. Jan. 2021        | 7. Apr. 2021                          | Bradley Buecker    | Molly Green & James Leffler   | 5,899 Mio.      |
| 13         | 3         | Bleiben Sie dran                | Hold the Line                 | 1. Feb. 2021         | 14. Apr. 2021                         | Bradley Buecker    | Jessica Ball & John Owen Lowe | 6,142 Mio.      |
| 14         | 4         | Freunde mit gewissen Vorzügen   | Friends with Benefits         | 8. Feb. 2021         | 21. Apr. 2021                         | Sanaa Hamri        | Carly Soteras & Jalysa Conway | 5,586 Mio.      |
| 15         | 5         | Schwierige Gespräche            | Difficult Conversations       | 15. Feb. 2021        | 28. Apr. 2021                         | Sanaa Hamri        | Wolfe Coleman                 | 5,725 Mio.      |
| 16         | 6         | Jeder und sein Bruder           | Everyone and Their Brother    | 22. Feb. 2021        | 5. Mai 2021                           | Marcus Stokes      | Molly Green & James Leffler   | 5,360 Mio.      |
| 17         | 7         | Fehl am Platz                   | Displaced                     | 1. März 2021         | 12. Mai 2021                          | Paula Hunziker     | Jessica Ball                  | 5,337 Mio.      |
| 18         | 8         | Notruf ins Unheil               | Bad Call                      | 8. März 2021         | 19. Mai 2021                          | Bradley Buecker    | Tonya Kong                    | 5,349 Mio.      |
| 19         | 9         | Die Rettung                     | Saving Grace                  | 19. Apr. 2021        | 30. Juni 2021                         | Sharat Raju        | Tonya Kong & Wolfe Coleman    | 5,489 Mio.      |
| 20         | 10        | Etwas Hilfe von meinen Freunden | A Little Help From My Friends | 26. Apr. 2021        | 7. Juli 2021                          | Marita Grabiak     | Jalysa Conway                 | 4,92 Mio.       |
| 21         | 11        | Schleichender Brand             | Slow Burn                     | 3. Mai 2021          | 14. Juli 2021                         | Chad Lowe          | John Owen Lowe                | 5,26 Mio.       |
| 22         | 12        | Feuerteufel                     | The Big Heat                  | 10. Mai 2021         | 21. Juli 2021                         | Ben Hernandez Bray | Carly Soteras                 | 4,91 Mio.       |
| 23         | 13        | Ein Tag                         | One Day                       | 17. Mai 2021         | 28. Juli 2021                         | Sanaa Hamri        | Tim Minear & Rashad Raisani   | 5,20 Mio.       |
| 24         | 14        | Asche zu Asche                  | Dust to Dust                  | 24. Mai 2021         | 4. Aug. 2021                          | Bradley Buecker    | Tim Minear & Rashad Raisani   | 5,21 Mio.       |

### Staffel 3
Die Erstausstrahlung der dritten Staffel war vom 3. Januar bis zum 16. Mai 2022 auf dem US-amerikanischen Fernsehsender Fox zu sehen. Die deutschsprachige Erstausstrahlung sendete der deutsche Pay-TV-Sender Sky 1 vom 6. April bis zum 17. August 2022.
| Nr. (ges.) | Nr. (St.) | Deutscher Titel                                  | Originaltitel                         | Erstausstrahlung USA | Deutschsprachige Erstausstrahlung (D) | Regie               | Drehbuch                                                    | Zuschauer (USA) |
| ---------- | --------- | ------------------------------------------------ | ------------------------------------- | -------------------- | ------------------------------------- | ------------------- | ----------------------------------------------------------- | --------------- |
| 25         | 1         | Eiszeit                                          | The Big Chill                         | 3. Jan. 2022         | 6. Apr. 2022                          | Bradley Buecker     | Tim Minear & Rashad Raisani                                 | 5,503 Mio.      |
| 26         | 2         | Unterkühlt                                       | Thin Ice                              | 10. Jan. 2022        | 13. Apr. 2022                         | Bradley Buecker     | Trey Callaway & Carly Soteras                               | 5,025 Mio.      |
| 27         | 3         | Gefangen im Schnee                               | Shock & Thaw                          | 24. Jan. 2022        | 20. Apr. 2022                         | Bradley Buecker     | Tim Minear & Rashad Raisani & Trey Callaway & Carly Soteras | 5,388 Mio.      |
| 28         | 4         | Zurück ins Leben                                 | Push                                  | 31. Jan. 2022        | 27. Apr. 2022                         | Marita Grabiak      | Tim Minear & Rashad Raisani                                 | 6,005 Mio.      |
| 29         | 5         | Mister Whispers                                  | Child Care                            | 7. Feb. 2022         | 4. Mai 2022                           | Brenna Malloy       | Jessica Ball & Jalysa Conway                                | 5,177 Mio.      |
| 30         | 6         | Aliens in Austin                                 | The ATX-Files                         | 14. Feb. 2022        | 11. Mai 2022                          | Yangzom Brauen      | Molly Green & James Leffler                                 | 4,953 Mio.      |
| 31         | 7         | Polizei gegen Feuerwehr                          | Red vs Blue                           | 21. Feb. 2022        | 18. Mai 2022                          | Chad Lowe           | John Owen Lowe & Jamie Kessler                              | 5,125 Mio.      |
| 32         | 8         | Im unwahrscheinlichen Fall eines Druckverlustes… | In the Unlikely Event of an Emergency | 28. Feb. 2022        | 25. Mai 2022                          | John J. Gray        | Matt Solik                                                  | 4,823 Mio.      |
| 33         | 9         | Ein Papagei namens Ginsburg                      | The Bird                              | 7. März 2022         | 1. Juni 2022                          | Scott White         | Wolfe Coleman                                               | 5,162 Mio.      |
| 34         | 10        | Mit Herz und Seele                               | Parental Guidance                     | 14. März 2022        | 8. Juni 2022                          | Ben Hernandez Bray  | Carly Soteras                                               | 4,640 Mio.      |
| 35         | 11        | Falscher Alarm                                   | Prince Albert in a Can                | 21. März 2022        | 27. Juli 2022                         | Bradley Buecker     | Jessica Ball                                                | 4,449 Mio.      |
| 36         | 12        | Vom Schicksal bestimmt                           | Negative Space                        | 28. März 2022        | 27. Juli 2022                         | John J. Gray        | Bob Goodman                                                 | 3,854 Mio.      |
| 37         | 13        | Das Rätsel der Sphynx                            | Riddle of the Sphynx                  | 11. Apr. 2022        | 3. Aug. 2022                          | Tessa Blake         | Jalysa Conway                                               | 4,243 Mio.      |
| 38         | 14        | Impulskontrolle                                  | Impulse Control                       | 18. Apr. 2022        | 3. Aug. 2022                          | Bradley Buecker     | Trey Callaway                                               | 4,208 Mio.      |
| 39         | 15        | Wer hat schon Angst vor Clowns?                  | Down To Clown                         | 25. Apr. 2022        | 10. Aug. 2022                         | SJ Main Muñoz       | Molly Green & James Leffler                                 | 4,563 Mio.      |
| 40         | 16        | Väter und Söhne                                  | Shift-Less                            | 2. Mai 2022          | 10. Aug. 2022                         | Christine Khalafian | Wolfe Coleman                                               | 4,268 Mio.      |
| 41         | 17        | Frühjahrsputz                                    | Spring Cleaning                       | 9. Mai 2022          | 17. Aug. 2022                         | Chad Lowe           | Jamie Kessler                                               | 4,801 Mio.      |
| 42         | 18        | Explosion                                        | A Bright and Cloudless Morning        | 16. Mai 2022         | 17. Aug. 2022                         | Bradley Buecker     | Bob Goodman                                                 | 4,634 Mio.      |

### Staffel 4
Die Erstausstrahlung der vierten Staffel war vom 24. Januar bis zum 16. Mai 2023 auf dem US-amerikanischen Fernsehsender Fox zu sehen. Die deutschsprachige Erstveröffentlichung aller Episoden fand am 13. September 2023 bei Disney+ per Streaming statt.
| Nr. (ges.) | Nr. (St.) | Deutscher Titel                   | Originaltitel             | Erstausstrahlung USA | Deutschsprachige Erstveröffentlichung (D) | Regie               | Drehbuch                       | Zuschauer (USA) |
| ---------- | --------- | --------------------------------- | ------------------------- | -------------------- | ----------------------------------------- | ------------------- | ------------------------------ | --------------- |
| 43         | 1         | Eine ganz neue Art von Hitze      | The New Hotness           | 24. Jan. 2023        | 13. Sep. 2023                             | Bradley Buecker     | Molly Green & James Leffler    | 3,921 Mio.      |
| 44         | 2         | Das neue wüste Durcheinander      | The New Hot Mess          | 31. Jan. 2023        | 13. Sep. 2023                             | Chad Lowe           | Bob Goodman                    | 4,051 Mio.      |
| 45         | 3         | Falscher Alarm                    | Cry Wolf                  | 7. Feb. 2023         | 13. Sep. 2023                             | David Katzenberg    | Carly Soteras & Wolfe Coleman  | 3,801 Mio.      |
| 46         | 4         | Verlassen                         | Abandoned                 | 14. Feb. 2023        | 13. Sep. 2023                             | Christine Khalafian | Jalysa Conway & Jamie Kessler  | 3,650 Mio.      |
| 47         | 5         | Personalbeschwerde                | Human Resources           | 21. Feb. 2023        | 13. Sep. 2023                             | Christine Khalafian | Molly Green & James Leffler    | 3,540 Mio.      |
| 48         | 6         | Dies ist keine Übung              | This Is Not A Drill       | 28. Feb. 2023        | 13. Sep. 2023                             | Michael Medico      | Kelly Souders & Brian Peterson | 3,390 Mio.      |
| 49         | 7         | So ein Satansbraten!              | Tommy Dearest             | 7. März 2023         | 13. Sep. 2023                             | Scott White         | Bob Goodman & Jamie Kessler    | 4,080 Mio.      |
| 50         | 8         | Kontrollfreaks                    | Control Freaks            | 14. März 2023        | 13. Sep. 2023                             | Tori Garrett        | Jalysa Conway                  | 3,716 Mio.      |
| 51         | 9         | Eiskalter Killer                  | Road Kill                 | 21. März 2023        | 13. Sep. 2023                             | Brenna Malloy       | Carly Soteras & Wolfe Coleman  | 3,596 Mio.      |
| 52         | 10        | Verräter                          | Sellouts                  | 28. März 2023        | 13. Sep. 2023                             | Tessa Blake         | Molly Green & James Leffler    | 3,896 Mio.      |
| 53         | 11        | Doppelter Ärger                   | Double Trouble            | 4. Apr. 2023         | 13. Sep. 2023                             | Bradley Buecker     | Jamie Kessler                  | 3,370 Mio.      |
| 54         | 12        | Swipe nach links                  | Swipe Left                | 11. Apr. 2023        | 13. Sep. 2023                             | Steve Danton        | Carly Soteras                  | 3,477 Mio.      |
| 55         | 13        | Offen                             | Open                      | 18. Apr. 2023        | 13. Sep. 2023                             | John J. Gray        | Wolfe Coleman                  | 3,357 Mio.      |
| 56         | 14        | J’accuse!                         | Tongues Out               | 25. Apr. 2023        | 13. Sep. 2023                             | Keith Tripler       | Bob Goodman                    | 3,346 Mio.      |
| 57         | 15        | Spender                           | Donors                    | 2. Mai 2023          | 13. Sep. 2023                             | Brenna Malloy       | Kelly Souders & Brian Peterson | 3,686 Mio.      |
| 58         | 16        | Zwei Teams, eine Familie          | A House Divided           | 9. Mai 2023          | 13. Sep. 2023                             | Tessa Blake         | Matt Solik                     | 3,372 Mio.      |
| 59         | 17        | Die besten Männer                 | Best of Men               | 16. Mai 2023         | 13. Sep. 2023                             | Chad Lowe           | Tim Minear & Rashad Raisani    | 3,317 Mio.      |
| 60         | 18        | In guten wie in schlechten Zeiten | In Sickness and in Health | 16. Mai 2023         | 13. Sep. 2023                             | Bradley Buecker     | Tim Minear & Rashad Raisani    | 3,317 Mio.      |

### Staffel 5
Die Erstausstrahlung der fünften Staffel war vom 23. September 2024 bis zum 3. Februar 2025 auf dem US-amerikanischen Fernsehsender Fox zu sehen. Die deutschsprachige Erstveröffentlichung fand vom 19. Februar bis zum 23. April 2025 bei Disney+ per Streaming statt.
| Nr. (ges.) | Nr. (St.) | Deutscher Titel         | Originaltitel   | Erstausstrahlung USA | Deutschsprachige Erstveröffentlichung (D) | Regie               | Drehbuch                          | Zuschauer (USA) |
| ---------- | --------- | ----------------------- | --------------- | -------------------- | ----------------------------------------- | ------------------- | --------------------------------- | --------------- |
| 61         | 1         | Wettstreit              | Both Sides, Now | 23. Sep. 2024        | 19. Feb. 2025                             | Christine Khalafian | Rashad Raisani & Jamie Kessler    | 3,044 Mio.      |
| 62         | 2         | Zugunglück              | Trainwrecks     | 30. Sep. 2024        | 19. Feb. 2025                             | Bradley Buecker     | Molly Green & James Leffler       | 2,805 Mio.      |
| 63         | 3         | Tödliches Gas           | Cl2             | 7. Okt. 2024         | 26. Feb. 2025                             | Bradley Buecker     | Carly Soteras & Wolfe Coleman     | 2,931 Mio.      |
| 64         | 4         | Aller Anfang ist schwer | My Way          | 14. Okt. 2024        | 5. März 2025                              | Chad Lowe           | Todd Harthan & Molly Savard       | 2,400 Mio.      |
| 65         | 5         | Ross und Reiter         | Thunderstruck   | 21. Okt. 2024        | 12. März 2025                             | Keith Tripler       | Christina M. Walker & Matt Solik  | 2,795 Mio.      |
| 66         | 6         | Nackte Tatsachen        | Naked Truth     | 4. Nov. 2024         | 19. März 2025                             | Yangzom Brauen      | James Leffler & Jamie Kessler     | 2,706 Mio.      |
| 67         | 7         | Duell der Väter         | Kiddos          | 11. Nov. 2024        | 26. März 2025                             | Brenna Malloy       | Molly Green & Molly Savard        | 2,755 Mio.      |
| 68         | 8         | Erfolgschancen          | The Quiet Ones  | 18. Nov. 2024        | 2. Apr. 2025                              | Scott White         | Britt Wilkinson                   | 2,799 Mio.      |
| 69         | 9         | Ranger gegen Ranger     | Fall From Grace | 2. Dez. 2024         | 9. Apr. 2025                              | Dawn Wilkinson      | Christina M. Walker & Matt Solik  | 2,649 Mio.      |
| 70         | 10        | Hochzeitsplanung        | All Who Wander  | 20. Jan. 2025        | 16. Apr. 2025                             | Bradley Buecker     | Carly Soteras & Wolfe Coleman     | 2,418 Mio.      |
| 71         | 11        | Gefahr aus dem All      | Impact          | 27. Jan. 2025        | 23. Apr. 2025                             | John J. Gray        | Charlotte L. Balogh & Annie Fawke | 3,119 Mio.      |
| 72         | 12        | Kernschmelze            | Homecoming      | 3. Feb. 2025         | 23. Apr. 2025                             | Bradley Buecker     | Rashad Raisani                    | 3,336 Mio.      |

## Produktion

### Hintergrund
Am 12. Mai 2019 wurde bekannt gegeben, dass Fox die Produktion eines Spin-offs der Serie 9-1-1 in Auftrag gegeben hatte. Die Produzenten von 9-1-1 Ryan Murphy, Brad Falchuk und Tim Minear würden zusammen mit dem Darsteller Rob Lowe als ausführende Produzenten fungieren. Als weitere ausführende Produzentin fungiert auch Angela Bassett, die im Original 9-1-1 eine Hauptrolle spielt.
Im April 2020 verlängerte Fox die Serie um eine zweite Staffel. Im September 2024 gab Fox bekannt, dass die fünfte Staffel die letzte sein wird; die finalen zwölf Folgen liefen in den USA vom 23. September 2024 bis zum 3. Februar 2025. Damit wurde das Spin-off noch während der Ausstrahlung der achten Staffel seiner Mutterserie beendet.
Obwohl die Serie in Austin, Texas, spielt, wird sie überwiegend in Los Angeles gedreht.

### Besetzung
Im Mai 2019 wurde bekannt, dass Lowe auch die Hauptrolle des Captains übernimmt. Am 11. September 2019 wurde Liv Tyler als zweite Hauptdarstellerin verpflichtet. Jim Parrack trat der Besetzung am 18. September 2019 bei. Zwei Tage später wurde bekannt gegeben, dass Ronen Rubinstein und Sierra McClain ebenfalls für Hauptrollen engagiert wurden. Am 23. September 2019 traten Natacha Karam, Brian Michael Smith, Rafael Silva und Julian Works der Besetzung bei.
Im September 2020 wurde bekannt, dass Liv Tyler nicht zur zweiten Staffel zurückkehren wird. Als Grund wurde die COVID-19-Pandemie genannt, da Tyler mit ihrer Familie in London lebt und die Dreharbeiten in Los Angeles stattfinden. Ersetzt wurde sie durch Gina Torres, die ab der zweiten Staffel eine neue Rettungssanitäterin spielt.

## Rezeption
„Mit 9-1-1: Lone Star versucht man sich bei FOX an einem neuen Actiondrama, in dem Rob Lowe ein bunt gemischtes Team an Feuerwehrleuten in Austin, Texas anführt. Die Auftaktepisode ist insgesamt eher Durchschnittsware, auch wenn Potential zu erkennen ist.“